# Stazione di Calatafimi
La stazione di Calatafimi è una stazione ferroviaria posta sulla linea Palermo-Trapani (via Milo). Serve il centro abitato di Calatafimi Segesta distante circa 4 chilometri.

## Storia
La stazione di Calatafimi entrò in servizio il 15 settembre 1937, all'attivazione della tratta ferroviaria Alcamo Diramazione a Trapani. La stazione di Calatafimi è attualmente senza traffico dal 25 febbraio 2013, a causa della caduta, sui binari, di circa 40 metri cubi di detriti, franati da un terrapieno a causa del maltempo.
La stazione, denominata Kaggera precedentemente l'entrata in servizio, doveva essere il capolinea della ferrovia a scartamento ridotto Salemi-Kaggera, prolungamento della linea Santa Ninfa-Salemi. La linea era stata progettata per collegare i comuni della Valle del Belice direttamente con il capoluogo di Provincia. L'intenzione del progetto era quella di arrivare direttamente fino a Trapani, evitando il lungo giro costiero via Mazara del Vallo e Marsala, ma il progetto, iniziato troppo in ritardo, verso il 1930, non fu più realizzato interamente e nell'ottobre del 1935 venne aperto all'esercizio solo il breve tratto di 10 km per Salemi, mentre il tratto successivo fino a Calatafimi nonostante già in parte realizzato non venne mai armato e rimase abbandonato.